# Paul Chemetov
Paul Chemetov (Parigi, 6 settembre 1928 – Parigi, 16 giugno 2024) è stato un architetto e urbanista francese.

## Biografia
Si diplomò alla Scuola Nazionale di Belle Arti nel 1959, insegnò alla Scuola Nazionale dei "Ponts et Chaussées" fino al 1989 e in seguito alla Scuola Politecnica Federale di Losanna. 
Nel 1961 entrò a far parte dell'AUA (Atelier d'Architecture et d'Urbanisme), fondato l'anno precedente da Jacques Allégret. Nel 1998 si associò a Borja Huidobro per creare lo studio “C+H+”.

## Opere realizzate

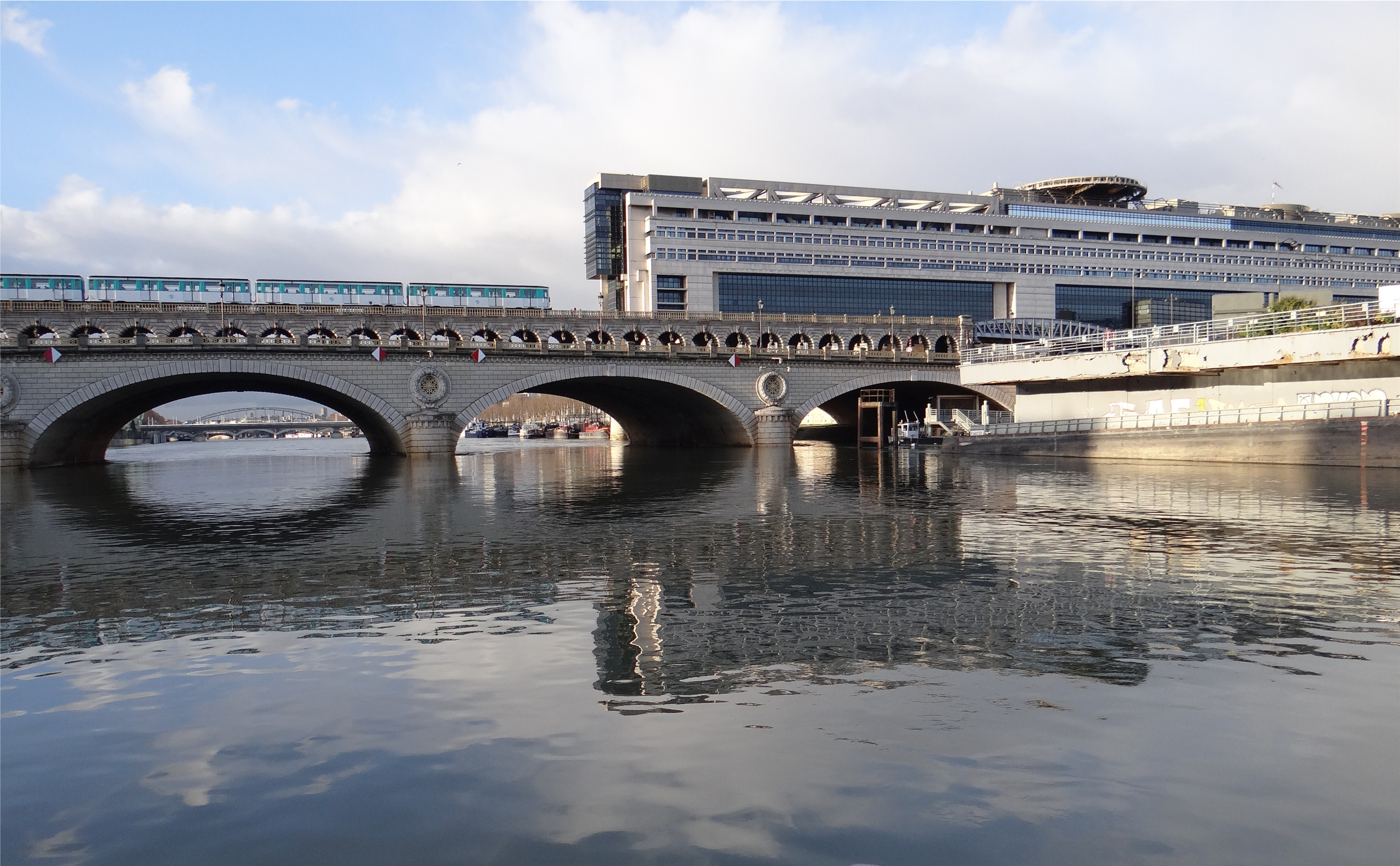
Ministero delle finanze, Parigi

- 1981-1988, Ministero dell'Economia e delle Finanze a Parigi, con Borja Huidobro.
- 1982-1985, Ambasciata di Francia a Nuova Delhi (India), con Borja Huidobro.
- 1985, il 2º lotto delle Halles di Parigi e sistemazione dei giardini.
- 1989-1994, restauro della galleria dell'evoluzione del Museo di Storia naturale a Parigi, con Borja Huidobro.
- 1992, sistemazione della tranvia da Bobigny a Saint-Denis.
- 1999, progetto "Anno 2000" per la realizzazione della «Méridienne Verte» (che segue la linea immaginaria del meridiano di Parigi misurato nel 1799. Messa a dimora di 10.000 alberi da Dunkerque a Barcellona.

## Premi e decorazioni
- 1980 Grand Prix national d'Architecture.
- Ufficiale dell'Ordine della Legion d'Onore.
- Ufficiale dell'Ordine delle Arti e delle Lettere.
- Ufficiale dell'Ordine Nazionale al Merito.

## I suoi scritti
- 1983, "Cinq projets, 1979-1982", con Borja Huidobro, Parigi
- 1985, "Paul Chemetov, Construire aujourd'hui" Parigi
- 1989, "Paris banlieue, 1919-1939", con B. Marreye M.I. Dumont, Parigi
- 1992, "La fabrique des villes", Parigi
- 1995, "Le territoire de l'architecte", Parigi
- 1996, "Mille mots pour la ville", Parigi
- 2002, "Un architecte dans le siècle", Parigi
- 2003, "Mecano-factures", con B. Domy, Parigi